# Нунямоваам
Нунямоваам (Нунямувээм) — река на Дальнем Востоке России, протекает по территории Провиденского района Чукотского автономного округа.

## Гидроним
Согласно данным учёных-лингвистов, название реки происходит от эскимосских слов нуна — «земля» и мо — «окружающее пространство» и чукотского окончания ваам — «река». По версии местных жителей, название восходит к чукотскому номычыт — «планктон», что связано с тем, что река выбрасывает много планктона.

## Гидрография
Длина реки 129 км, площадь водосборного бассейна — 2150 км². Берёт истоки с северных склонов сопки Чумазик Чукотского нагорья. На всём своём протяжении протекает в окружении невысоких гор, в нижнем течении устремляется на север, в среднем течении загибает дугу и уходит на юго-запад вплоть до впадения в Анадырский залив. Устье реки разбивается на несколько рукавов, в один из которых слева впадает протока из озера Якелер.
Питание реки снеговое и дождевое. Подъём воды происходит в конце мая — начале июня. Зимой вода в реке не промерзает, при этом образуются наледи.
Основные притоки: Рэунейвээм, Урельвивээм, Мелитвээм, Екаеквээм.
По данным государственного водного реестра России относится к Анадыро-Колымскому бассейновому округу.

## Ихтиофауна
В водах реки обитают хариус, кета, мальма, на нерест заходят горбуша, кижуч, голец, нерка.